# Tunisia ai Giochi della XIX Olimpiade
La Tunisia partecipò ai Giochi della XIX Olimpiade che si sono svolti a Città del Messico dal 12 al 27 ottobre 1968, con una delegazione di 7 atleti impegnati in due discipline: atletica leggera e pugilato. Il bottino della squadra, alla sua terza partecipazione ai Giochi, fu di una medaglia d'oro e una di bronzo. Entrambe le medaglie furono conquistate da Mohammed Gammoudi che vinse l'oro nei 5000 metri e il bronzo nei 10000. Quella di Gammoudi fu la prima medaglia d'oro olimpica nella storia del suo paese.

## Medaglie
| Medaglia | Atleta           | Sport            | Evento            |
| -------- | ---------------- | ---------------- | ----------------- |
| Oro      | Mohamed Gammoudi | Atletica leggera | 5000 metri piani  |
| Bronzo   | Mohamed Gammoudi | Atletica leggera | 10000 metri piani |